# Pleurotrocha atlantica
Pleurotrocha atlantica is een soort in de taxonomische indeling van de raderdieren (Rotifera). 
Het dier behoort tot het geslacht Pleurotrocha en behoort tot de familie Notommatidae. De wetenschappelijke naam van de soort werd voor het eerst geldig gepubliceerd in 1936 door Myers.